# Собор иконы Божией Матери «Споручница грешных» (Шанхай)
Собор иконы Божией Матери «Споручница грешных» (кит. 罪人之保障聖母主教座堂) — недействующий православный храм в Шанхае, бывший кафедральный собор Шанхайской епархии Китайской православной церкви. В настоящее время закрыт для богослужений.

## История
В 1928 году архиепископ Шанхайский Симон (Виноградов) впервые обратился к русским православным верующим, проживающим в Шанхае, с призывом о сборе средств для постройки большого православного храма.

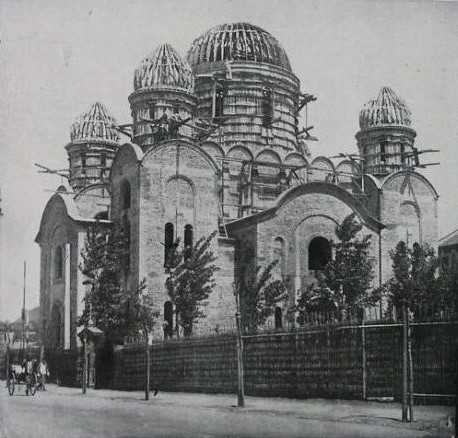
Шанхай 1936 год

Собор был заложен в мае 1933 года благодаря усилиям митрополита Виктора (Святина) и строился по эскизам художника Якова Лихоноса и техническом проектировании инженеров Бориса Зензинова и Николая Белановского.
Строительство собора было завершено в 1937 году епископом Шанхайским Иоанном (Максимовичем). Высота храма составила 35 метров, вместимость — около 2,5 тысяч человек (+ 300 человек хористов). Архитектурно решён в неорусском стиле. Общая стоимость сооружения и оборудования храма по окончании работ превысила 150 тысяч долларов.
В 1965 году, после смерти епископа Шанхайского Симеона (Ду), храм был закрыт властями. На протяжении более 20 лет использовался как склад. В притворе собора был устроен ресторан, в самом соборе разместилась биржа, позднее также ресторан и ночной клуб.
В 2002 году члены русской общины Шанхая написали письмо, в котором выражали несогласие с передачей в аренду собора для использования в коммерческих целях: «Внутреннее убранство собора будет полностью реконструировано, а сам он будет переоборудован под дискотеку. Святое место с 70 летней историей, не будет с этих пор иметь ни дня покоя. Мы хотели бы выразить свое сожаление таким развитием событий». С тех пор Русский клуб Шанхая не прекращал попыток добиться возвращения собора. Просьба соотечественников, поддержанная руководством Русской Православной Церкви и российского государства, была частично удовлетворена в июле 2004 года: из кафедрального собора был выведен ночной
клуб, сам собор после реставрации (2007) превращен в выставочный зал. Во время реставрации под слоем штукатурки были обнаружены фрески, считавшиеся утраченными.
15 мая 2013 года в ходе первого в истории визита предстоятеля Русской православной церкви в Китай Патриарх Московский и всея Руси Кирилл совершил в здании бывшего собора божественную литургию.
В мае 2014 года в здании собора в рамках визита в КНР Президента России В. В. Путина прошла фотовыставка «Русские в Шанхае. 1930-е годы». Использование здания кафедрального собора для гуманитарных проектов, связанных с русским присутствием в Шанхае, является частью усилий Российской Федерации и Русской Православной Церкви по сохранению памятников русского духовного присутствия в Китае и нормализации положения Китайской Автономной Православной Церкви.
28 апреля 2019 года в соборе было проведено пасхальное богослужение, в котором участвовали несколько сотен верующих. Однако это была разовая акция, состоявшаяся с разрешения местных властей.

## Священнослужители
- 1940-е — Михаил Рогожин, священник[9]